# Ultime Razzia
Ne doit pas être confondu avec L'Ultime Razzia.
Ultime Razzia est un talk-show culturel animé par Bruno Solo, sur une idée originale de Bruno Solo et diffusé sur France 5. Cette émission est produite par CALT.

## Concept
Ultime Razzia propose à trois invités, d’univers différents, de faire découvrir leurs passions et de retracer leur histoire à travers la sélection de trois films, trois livres et trois disques. Tous devant répondre à l’ultime question : « Qu’emporteriez- vous si vous deviez vivre sur une île déserte ? ». Au fil des minutes, souvenirs personnels et anecdotes se mêlent aux extraits de films culte ou aux morceaux d’anthologie. L'émission fait découvrir sous un angle nouveau les passions qui ont contribué à forger l’histoire de chaque invité.
À la fin de l'émission, chaque invité fait son ultime razzia en choisissant le film, le livre, et le disque qu'il emporterait dans une île déserte.

## Invités
- Alain Chabat
- Emma de Caunes
- Pierre Lescure
- Benoît Poelvoorde
- Jean-Yves Lafesse
- Daphné Roulier
- Elie Semoun
- Frédéric Beigbeder
- Maiwenn